# 卡塔丁山

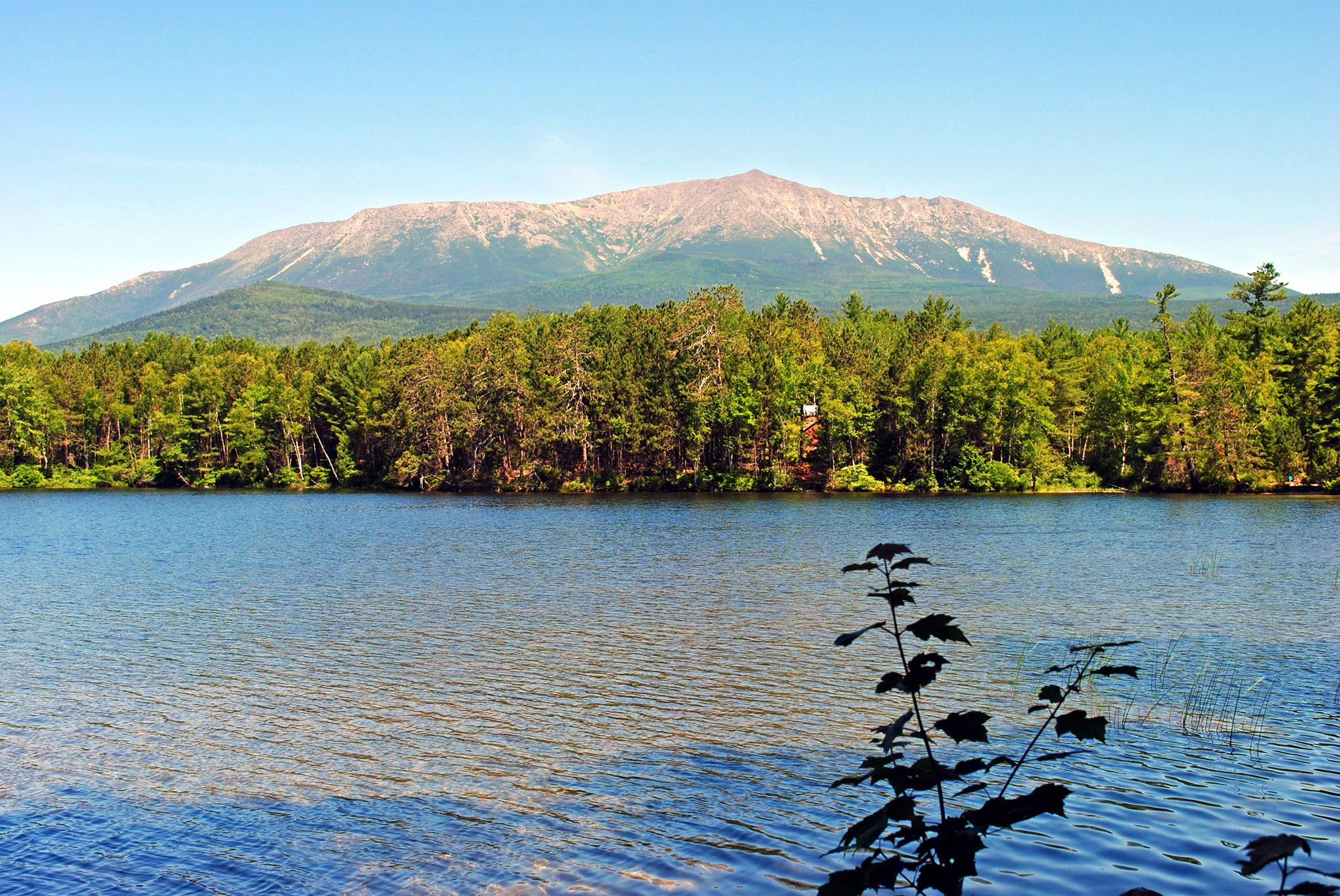
從阿帕拉契小徑遠望卡塔丁山

卡塔丁山（Mount Katahdin）是美國緬因州的最高峰，海拔5,269英尺（1,606公尺），該山由美洲原住民佩諾布斯科特族所命名，意為「偉大之山」，其位於皮斯卡特奎斯縣的東北皮斯卡特奎斯，是巴克斯特州立公園的中心，它是一座陡峭且高大的山體，山上的動植物屬於新英格蘭北部典型的動植物群，峰頂另有脆弱且瀕臨滅絕的高山苔原。
數千年以來卡塔丁山早已為當地的美洲原住民所知，歐洲人則至少從1689年便知曉該山的存在。卡塔丁山鄰近被稱為百里荒野的地區，是阿帕拉契小徑的最北端。1967年，卡塔丁山被美國國家公園管理局指定為國家自然地標。